# ウメモドキ
ウメモドキ（梅擬き、梅擬、学名：Ilex serrata）とは、モチノキ科モチノキ属の落葉低木。和名の由来は、葉の形がウメの葉に似ていることからこの名がある。

## 名称
和名ウメモドキは、葉がウメの葉に似ていることや花も梅に似ているころに由来する。別名が、「オオバウメモドキ」。花や実が白色に品種を「シロウメモドキ」という。11月8日の誕生花である。

## 分布・生育地
中国と日本の本州（主に岩手・秋田県以南）、四国、九州の落葉広葉樹林内に分布する。広島県では、吉備高原から中国山地の湿原や湿った林下に分布する。表六甲の中腹から裏六甲にかけて、広い範囲に点々と分布している。
熊本県阿蘇郡の旧阿蘇町（現在の阿蘇市）の町の木であった。山形県でレッドリストの絶滅寸前、千葉県で危急種の指定を受けている種である。
山中の湿地に自生している。また人の手によって植栽され、庭などにもよく見られる。

## 特徴
落葉広葉樹の低木で、木の高さは2 - 3 メートル (m) になる。雌雄異株である。樹皮は灰褐色をしており、滑らかで皮目が多くよく目立つ。一年枝は暗褐色で細く、短毛を密に生やす。側枝は短枝化しやすい。
葉は互生し、長さ3 - 8センチメートル (cm) 、幅1.5 - 3 cmの楕円形で先端が尖り、葉縁は細かい鋸歯形状である。葉の裏に毛がある。
開花時期は5 - 7月で、淡紫色の花を葉の付け根に咲かせる。果実は9月頃から赤く熟し12月頃に落葉しても枝に残っている。このため落葉後の赤い実が目立つ。小鳥が好んでこの果実を食べる。
冬芽は枝に側芽が互生し、頂芽・側芽ともに長さ約1ミリメートル (mm) とかなり小さく、芽鱗4 - 8枚に包まれている。側芽の根元には果軸がよく残る。冬芽のそばにある葉痕は半円形で、維管束痕が1個ある。
庭木や公園樹によく植えられ、鉢植、盆栽、活け花に使われるが、鑑賞の対象は花より赤い果実であり、冬場の庭の彩りに使われる。

## 近縁種
モチノキ属には多数の種があり、日本には以下の近縁種などが分布している。
- イヌウメモドキ（Ilex serrata f. argutidens） - 葉に毛がないもの[8]。
- フウリンウメモドキ（Ilex geniculata）
- オクノフウリンウメモドキ（Ilex geniculata var. glabra）
- ミヤマウメモドキ（Ilex nipponica）

## 関連画像
|                |                                                                    |                                                                        |
| ウメモドキの花 | Ilex serrata 赤く熟したウメモドキの果実 2011年10月・愛知県森林公園 | Ilex geniculata 近縁種のフウリンウメモドキの果実 2011年9月・木曽駒ヶ岳 |